# احمد بهشتی
احمد بهشتی (زاده ۱۳۱۴ میانشهر) نماینده مردم استان فارس در مجلس خبرگان رهبری، فیلسوف، فقیه، مدرس حوزه علمیه و دانشگاه، نماینده سابق ادوار اول و دوم مجلس شورای اسلامی از حوزه انتخابیه فارس و رئیس سابق دانشگاه قم است.

## تولد و تحصیل
احمد بهشتی فرزند عبدالمجید بهشتی است که در شهرستان میانده سابق میانشهر کنونی متولد شده‌است.
در زمان کودکی به سبب فقدان مدرسه در منطقه زندگی‌اش، راهی مکتب‌خانه شد و به یادگیری قرآن و سواد فارسی پرداخت. در ادامه، نزد پدرش به آموزش «نصاب الصّبیان»، «جامع‌المقدّمات»، «شرح قطر»، «سیوطی»، «تبصره المتعلّمین علاّمه حلّی» و «شرائع‌الاحکام» پرداخت.
بهشتی در سال ۱۳۲۸ شمسی با پدرش به شهر شیراز عزیمت کرد و در مدرسه آقاباباخان مشغول تحصیل علوم حوزوی شد. در کنار معلمان خود یعنی «سید حسین آیه‌اللّهی و سیّد حسن آیه‌اللّهی» کسب تحصیل نمود. وی در سال ۱۳۳۳ ملبس (به لباس روحانی) شد، و تا پنج سال بعد در شیراز ساکن ماند، در ادامه به قم عزیمت نمود و در مدرسه دارالشّفاء تحصیل خود را ادامه داد. در درس خارج فقه و اصول سید روح‌الله خمینی در مسجد سلماسی حاضر می‌شد. بهشتی در سال ۱۳۳۹ در کنکور دانشکده الهیات دانشگاه تهران شرکت کرده و قبول شد. بعد از گذرِ سه سال، فارغ‌التّحصیل شد. در سال ۱۳۴۵ در رشته فلسفه در مقطع دکتری فارغ‌التحصیل شد و یازده سال بعد یعنی در سال ۱۳۵۶ با چند سال تأخیر رساله دکترایش را که با راهنمایی مرتضی مطهری آماده شده بود، دفاع کرد.
احمد بهشتی پس از فراغت از تحصیلات دانشگاهی، تصمیم به اقامت در قم و ادامه تحصیلات حوزوی و تدریس در حوزه علمیه گرفت. سپس با تبعید سید روح‌الله خمینی، در درس خارج سید محمد محقق داماد حاضر گردید و تا سال ۱۳۴۷ در کنار معلم خود به تعلم می‌پرداخت. این روحانی شیعه، پس از اینکه تحصیلات دانشگاهی‌اش را مقطع دکترای فلسفه (سال ۱۳۴۵) به پایان رساند، سپس تا سال انقلاب یعنی تا سال ۱۳۵۷ در کلاس‌های مراجع تقلید شیعی (در دروس خارج فقه و اصول) شرکت نمود و در پایان نیز به درجه اجتهاد رسید.

## تألیفات و ترجمه‌ها
او فارغ‌التحصیل دکترای فلسفه دانشگاه تهران، و از نویسندگان اسلامی محسوب می‌شود، تاکنون بیش از ۹۰ کتاب در حوزه‌های تربیت، خانواده، فلسفه، اهل‌بیت، احمد بهشتی منتشر شده و جوایزی نیز --از جمله جایزه کتاب سال-- بدست آورده‌است. تالیفات وی شامل:
- راه تکامل (در هفت جلد، باهمکاری ادیب لاری و محمد امامی (ترجمه التّکامل فی الاسلام))
- ترجمه تفسیر مجمع البیان (جلد اوّل آن توسط مفتّح و نوری همدانی ترجمه شده [در ۲ جلد]، و جلد ۲، ۳ و ۴ توسط وی ترجمه و در ۸ جلد منتشر شد)
- علی و قومیّت عربی (ترجمه جلد پنجم الامام علی، صوت العداله الانسانیّه)
- تربیت کودک در جهان امروز
- اسلام و حقوق کودک
- نسل نوخاسته
- تربیت از دیدگاه اسلام
- اسلام و تربیت کودکان
- اسلام و بازی کودکان
- مبانی تربیت بدنی در اسلام
- زنان نامدار (سه جلد)
- مادر پیامبر (ترجمه امّ النبی)
- پاسخ به شبهاتی پیرامون تشیّع (ترجمه شبهاتٌ حولَ التشیّع)
- مسائل و مشکلات تربیتی
- مسائل و مشکلات خانوادگی
- مسائل و مشکلات زناشویی
- گامهایی در راه تبلیغ (ترجمه خطواتٌ علی طریق الاسلام)
- خانواده در قرآن
- حکومت در قرآن
- مستضعف در قرآن
- انسان در قرآن
- عیسی در قرآن
- عیسی پیام‌آور اسلام
- قهرمان علقمه
- تأمّلات کلامی
- فلسفه دین
- گوهر و صدف دین
- قانون اساسی و مجلس شورا از دیدگاه نائینی
- هستی و علل آن (ترجمه و تفسیر نمط چهارم از اشارات شیخ الرّئیس)
- صنع و ابداع (ترجمه و تفسیر نمط پنجم از اشارات شیخ الرّئیس)
- غایات و مبادی (ترجمه و تفسیر نمط ششم از اشارات شیخ الرّئیس)
- تجرید (ترجمه و تفسیر نمط هفتم از اشارات شیخ الرئیس)
- انسان و مذهب
- فقه مقدّماتی
- فقه تخصّصی یک
- اقتصاد در مکتب توحید
- خدا در قرآن
- مبارزات ایدئولوژیک
- ترجمه دعای ابوحمزه ثمالی
- حق و باطل (مجموعه مقالات فصلنامه تخصّصی کلام اسلامی)
- سیری در اندیشه‌های علوی
- فاطمه، الگوی همه تاریخ

و غیره.

## تعداد آرا
- دوره اول: تعداد آراء: ۲۷٬۴۴۹ درصد آراء: ۵۷٫۸۰
- دوره دوم: تعداد آراء: ۲۷٬۴۴۹ درصد آراء: ۵۷٫۸۰[۸]